# Momoria oregonensis
Momoria oregonensis är en insektsart som beskrevs av Beamer och Lawson 1945. Momoria oregonensis ingår i släktet Momoria och familjen dvärgstritar. Inga underarter finns listade i Catalogue of Life.